# Terguent Ehl Moulaye Ely
Terguent Ehl Moulaye Ely (en arabe : تا, مولاي اعل) est une commune rurale du sud de la Mauritanie, située dans le département de M'Bout de la région de Gorgol.

## Géographie
La commune de Terguent Ehl Moulaye Ely est située à l'est de la région de Gorgol et elle s'étend sur 708 km2.
Elle est délimitée au nord par la commune de Tikobra, à l’est par les communes de Souve, de Bouanzé et d'Ould M'Bonny, à l'ouest par la commune de Diadjibine Gandéga, au nord-ouest par la commune de M'Bout.

## Histoire
Terguent Ehl Moulaye Ely a été érigée en commune par l'ordonnance du 20 octobre 1987 instituant les communes de Mauritanie.

## Démographie
Lors du Recensement général de la population et de l'habitat (RGPH) de 2000, Terguent Ehl Moulaye Ely comptait 8 294 habitants.
Lors du RGPH de 2013, la commune en comptait 9 645, soit une croissance annuelle de 1,2 % sur 13 ans.

## Économie
L'agriculture est au centre de l'économie de Terguent Ehl Moulaye Ely, comme quasiment toutes les communes de la région. Mais cette économie est fragile car elle rencontre des obstacles à son développement, notamment les conditions climatiques ou le manque de moyens des agriculteurs. Pour faire face à ces obstacles, l'état ou différentes ONG financent des projets qui améliorent les conditions de vie des habitants.